# Eric Verbugt
Eric Verbugt (Asten, 9 september 1966) is een Nederlands componist en gitarist.

## Opleiding
Verbugt studeerde gitaar en compositie aan het Conservatorium van Maastricht, waar hij les had van Henri Delnooz en Robert HP Platz.

## Activiteiten
Zijn composities werden onder andere uitgevoerd door Radio Kamer Filharmonie, Schönberg Ensemble, Nieuw Ensemble, Nederlands Kamerkoor, Cappella Amsterdam en Nederlands Studenten Kamerkoor. In 2001 ontving Verbugt een stipendium voor Villa Concordia in Bamberg. Buiten muziek speelt literatuur een grote rol in zijn werk. Dit vindt zijn weerslag in het prozaproject pijnberichten, waarvan al zijn composities sinds 1994 deel uitmaken.

## Discografie
- Op NM-classics verscheen streven voor viool, uitgevoerd door Joris van Rijn.[3]
- Bij Cavalli Records verscheen pijnberichten met d aarop vijf composities, die werden uitgevoerd door Gerard Bouwhuis, Johan Faber en Ernest Rombout.[3]
- Op CPO verscheen Bilder (aus dem Novecento), uitgevoerd door het ohton-ensemble.[3]
- Ensemble 88 bracht een cd uit met daarop tussentijd voor klarinet en cello.

## Selectie van werken

### Orkest
- …, ci tace (2006)

### Koor
- Ove’l mar non ha vanto (2009)

### Ensemble
- Alba for Anna Livia Plurabelle (1992) sopraan & ensemble
- Bilder (aus dem Novecento) (1994) sopraan & ensemble
- DREMPEL (1995) bariton & ensemble
- en al luisterend... (1996) ensemble (15 spelers)
- Nachtscène (1997) sopraan, bariton & ensemble
- Drafts and Fragments (2001) slagwerkensemble
- D a g  d r o m e n (2001) sopraan, bariton & ensemble
- Gedankenspiele (2003) harmonium & strijktrio
- DICHTUNG (2003) ensemble
- aufgerichtet, untereinander (2009) strijkkwartet
- Obscure Attractions (2011) ensemble (15 spelers)

### Solo/Duo/Trio
- Three quarks for Muster Mark! (1985 – 1987) gitaar
- but that's too long ago for him to remember (1989-1991) accordeon & 2 slagwerkers
- Soft morning, city! (1990 – 1993) sopraan solo
- Sandhyas! Sandhyas! Sandhyas! (1992 – 1994) cello-solo
- scarce a cloud (1994) viool, klarinet & cello
- a hand from the cloud emerges, holding a chart expanded (1990) harp
- Son éloge (1995) bas-klarinet & piano
- tussentijd (1999) klarinet & cello
- streven (1999) viool
- striemen (1999) musette
- verval (1999 – 2003) hobo & slagwerk
- Fragment (2003) slagwerk
- verknipte episoden (2003) piano
- sterrenskelet -> ecliptica (2003) oboe & piano
- mindless pleasures (2010) viool & piano
- niemals Nirgends: Agnes D. (libra) (2013) harp
- earth (2015) gitaar
- 八卦 bagua (2015) piano
- Gift (2021) fagot[1]